# 加藤孝明
加藤 孝明（かとう たかあき、1967年2月16日- ）は日本の都市工学者。
東京大学工学部都市工学科卒業。同大学院工学系研究科修士課程修了。工学（博士）。東京大学工学部総合試験所助手、東京大学大学院工学系研究科都市工学専攻助手、助教、東京大学生産技術研究所准教授を経て、東京大学生産技術研究所教授／東京大学社会科学研究所特任教授、地区防災計画学会副会長。神奈川大学建築学部非常勤講師。
災害シミュレーション技術をはじめとする防災性評価技術、それを社会に結びつける「まちづくり支援技術」の開発を行う一方で、市民協働の防災まちづくりに実践的に取り組んでいる。地震防災を基本としつつ、2004年から気候変動をにらんだ水害リスクを軽減する都市のあり方、まちのあり方について研究を進める。2007年から「復興準備」研究に取り組む。
東京都防災会議地震部会、火災予防審議会、東京都地域危険度測定調査委員会、東京都防災都市づくり推進計画検討委員会、神奈川県被害想定調査委員会等、自治体の都市防災分野の専門委員を務める。また、埼玉県都市計画審議会専門部会、荒川区マスタープラン検討委員会等、都市計画分野の専門委員を務める。2008年5月の四川地震では、都江堰市の復興計画の国際提案に東京大・慶応大チームの一員として参画。
2012年から都市再生本部有識者ボード防災ワーキングにて業務地区におけるこれからの防災・安全確保についての議論に参加。業務地区における新しい概念の防災のあり方、地域づくりのあり方を実践的に考え、創造しようとしている。
市街地延焼リスク評価技術に対して日本建築学会奨励賞（2001年）、地域安全学会論文賞（2007年）。防災まちづくりの理論と実践に対して都市計画家協会楠本洋二賞優秀賞（2009年）。この他に、長年協働する「葛飾区新小岩北まちづくり協議会」が取り組む、大規模水害に備えた防災まちづくりに対して「防災まちづくり大賞総務大臣賞」受賞（2014年）。

## 受賞
- 2001年：2001年日本建築学会奨励賞
- 2006年：河川環境管理財団河川整備基金平成18年度優秀成果
- 2007年：地域安全学会論文賞
- 2009年：日本都市計画家協会楠本洋二賞優秀賞
- 2008年：全国都市再生まちづくり会議・奨励賞（広域ゼロメートル市街地研究会、NPOア！安全・快適まちづくりとして）
- 2009年：全国都市再生まちづくり会議・まちづくり賞（広域ゼロメートル市街地研究会、NPOア！安全・快適まちづくりとして）
- 2014年：第18回防災まちづくり大賞・総務大臣賞（新小岩北まちづくり協議会として）（2013年度）
- 2015年：地区防災計画学会・論文賞
- 2015年：都市住宅学会・論説賞
- 2023年：都市計画学会・計画設計賞（2022年度）